# Lissolongichneumon mesomelas
Lissolongichneumon mesomelas là một loài tò vò trong họ Ichneumonidae.